# Abteikirche San Clemente a Casauria

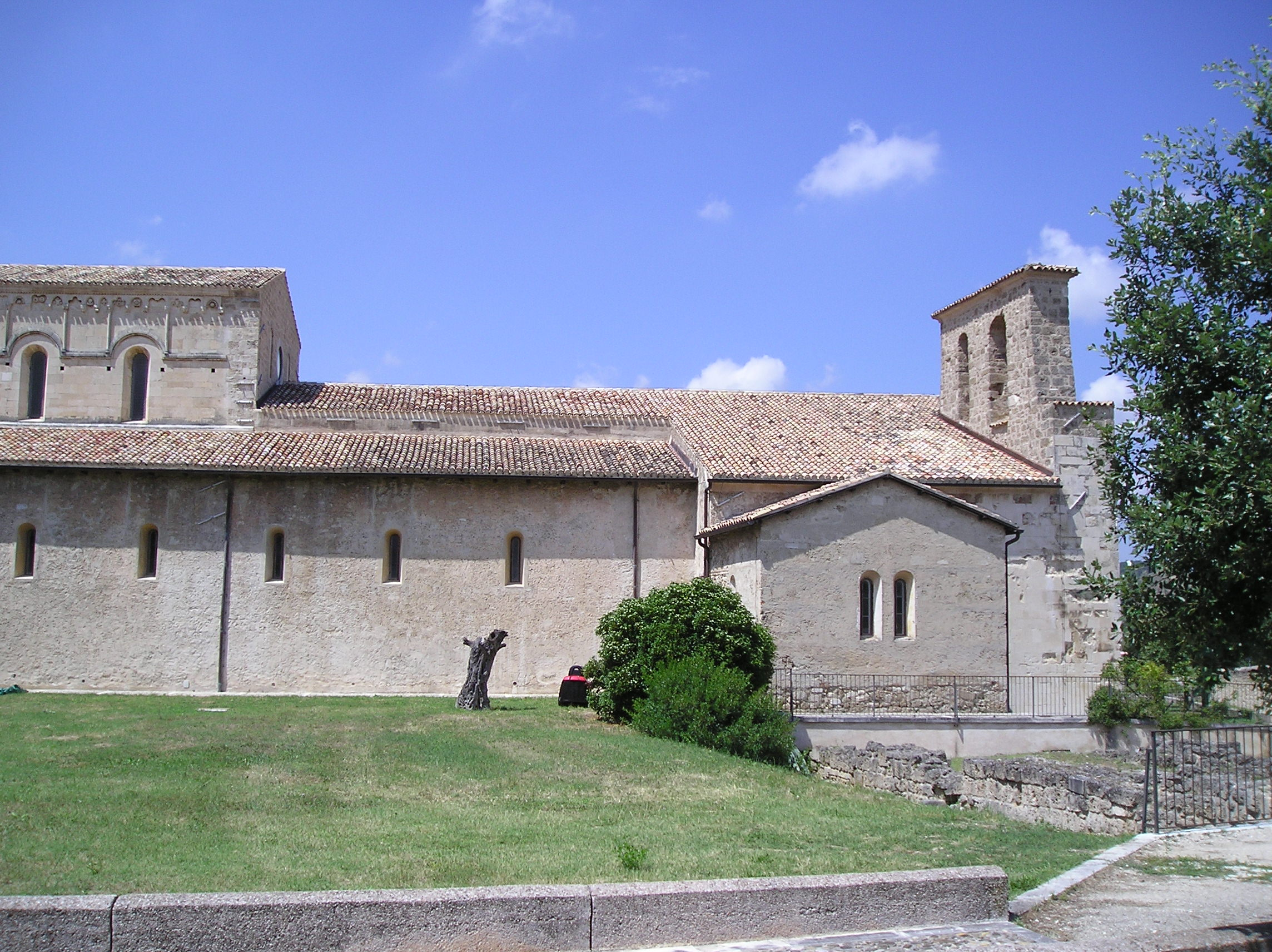
Außenansicht der Abteikirche

Die Abteikirche San Clemente a Casauria liegt in der  italienischen Gemeinde Castiglione a Casauria (Provinz Pescara) in den Abruzzen.

## Abteikirche San Clemente a Casauria

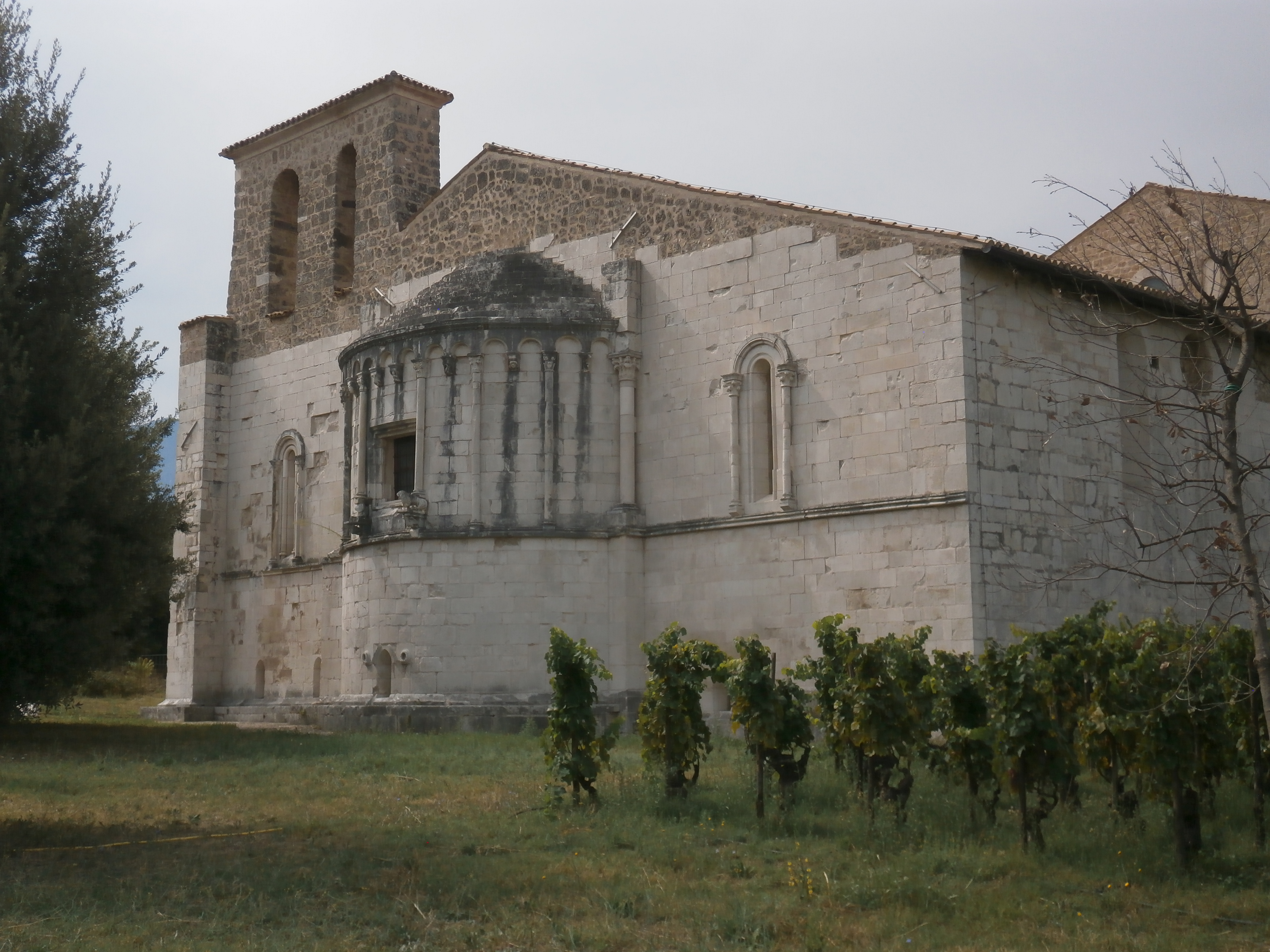
Außenansicht

Das Kloster wurde im Jahre 871 von Ludwig II. aus Dankbarkeit nach seiner Freilassung aus lombardischer Gefangenschaft gestiftet. Am 27. Mai 872 wurden die Reliquien des heiligen Clemens in das Kloster gebracht. In den Jahren 910 und 911 wurde das Kloster bei einem Überfall durch Sarazenen zerstört und 916 mit einer Befestigung wieder aufgebaut. 1076 wurde es bei einem Normannenüberfall erneut zerstört. Diese Kirche ist eines der berühmtesten architektonischen Monumente der ganzen Abruzzen. Trotzdem ist sie für den Besucher nicht einfach zu finden. Gebaut wurde die Ursprungskirche 1176–1182. Stilistisch gehört sie zu der Übergangsphase zwischen Romanik und Gotik. Die Kirche besitzt eine der ältesten Vorhallen in ganz Italien. Das Baumaterial ist Travertin.
Hier an dieser Stelle stand wahrscheinlich mal ein antiker Tempel, „casa aurea“ genannt – wegen des kostbaren Materials, das verwandt wurde. Über die Entstehungsgeschichte der Kirche sind wir außerordentlich gut informiert, weil der „Bruder Johannes Berardus“ gemeinsam mit einem „Magister Rusticus“ die Chronik von S. Clemente verfasst hat.
1348 gab es ein schweres Erdbeben. Nur die Kirche wurde wiederaufgebaut, nicht die übrigen Gebäude. Eine Restaurierung der Kirche erfolgte in den 1920er-Jahren.

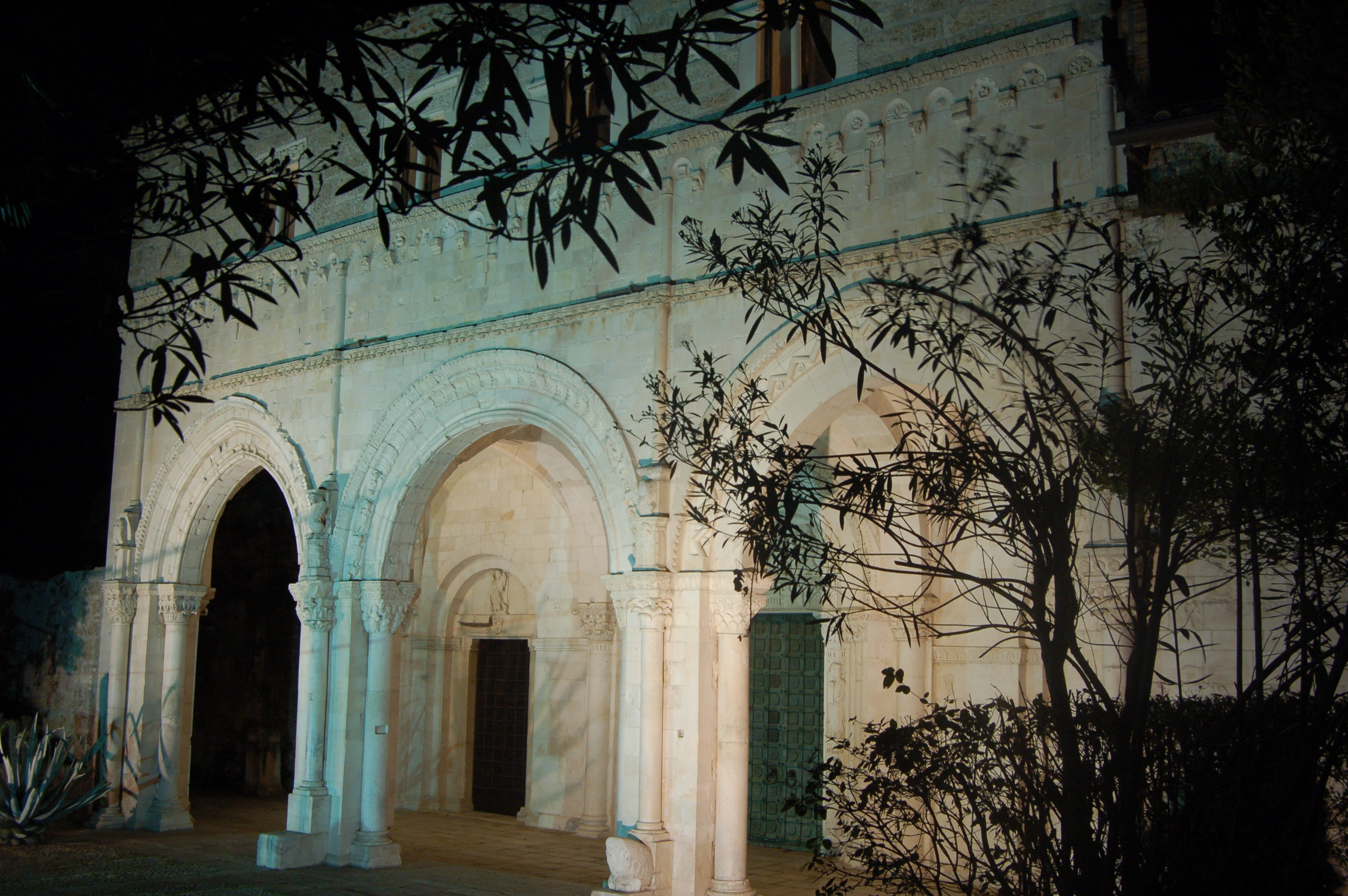
Portalvorhalle
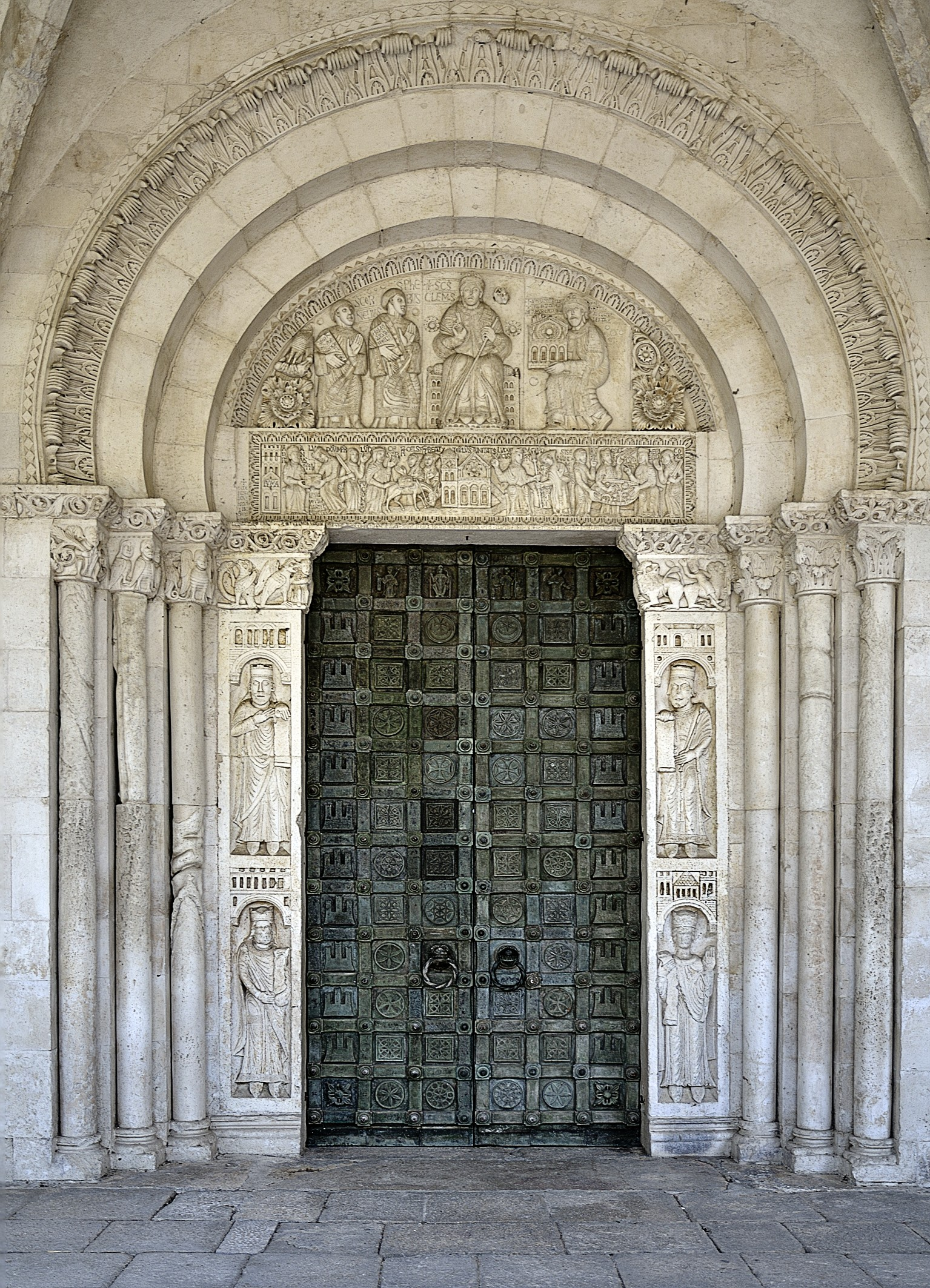
Kirchenportal
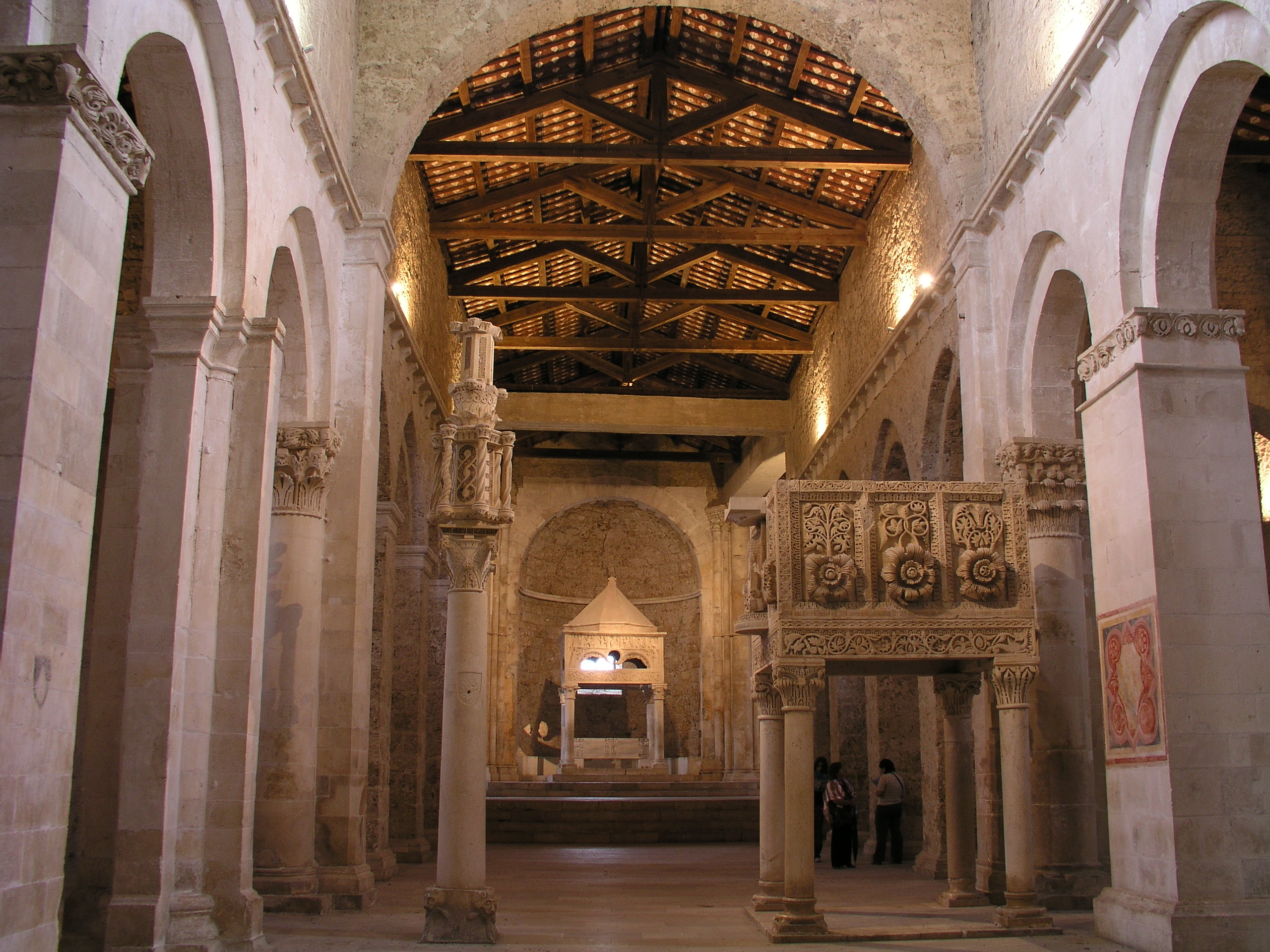
Blick zur Kanzel, links der Osterleuchter
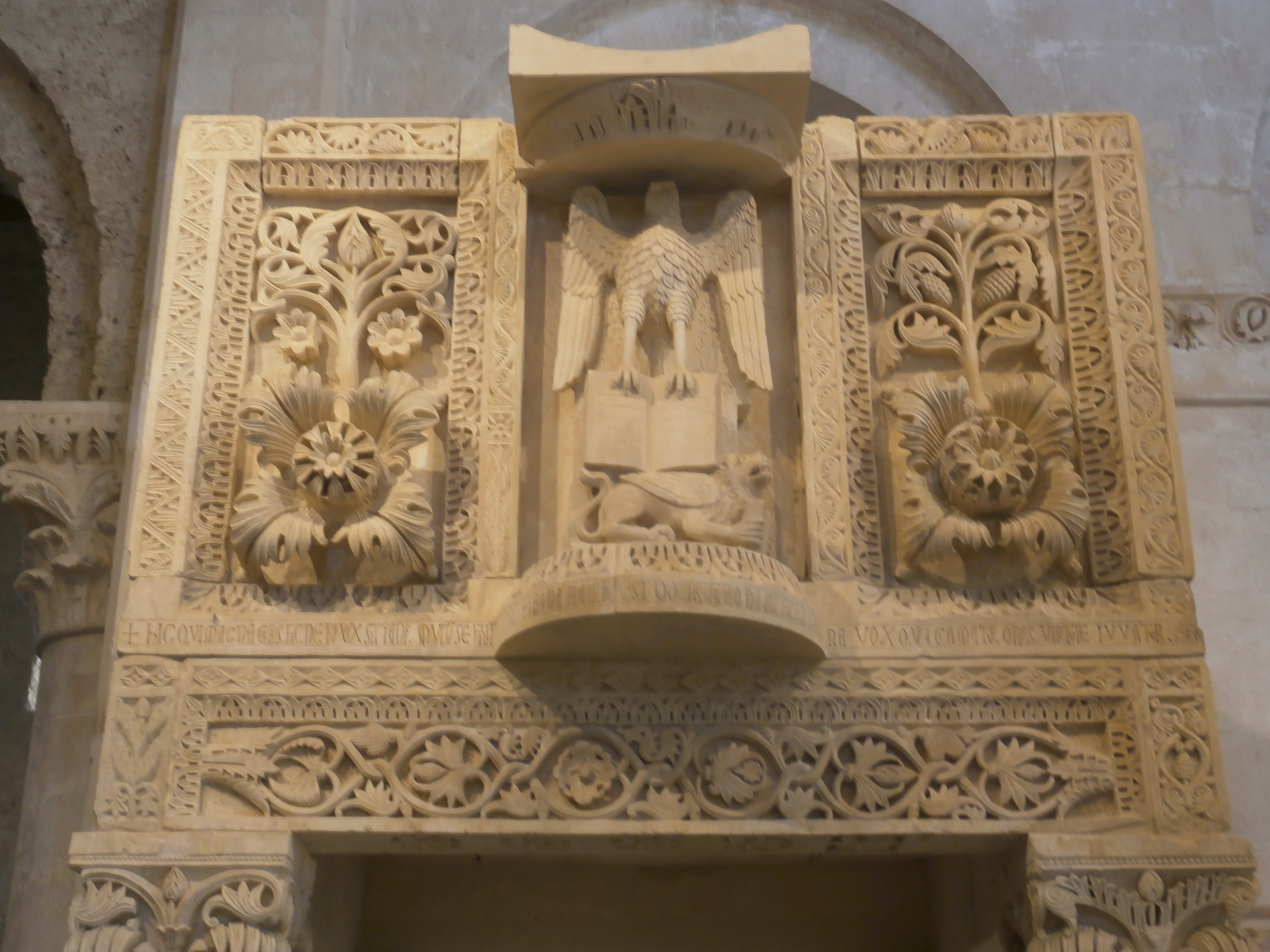
Detailansicht der Kanzel
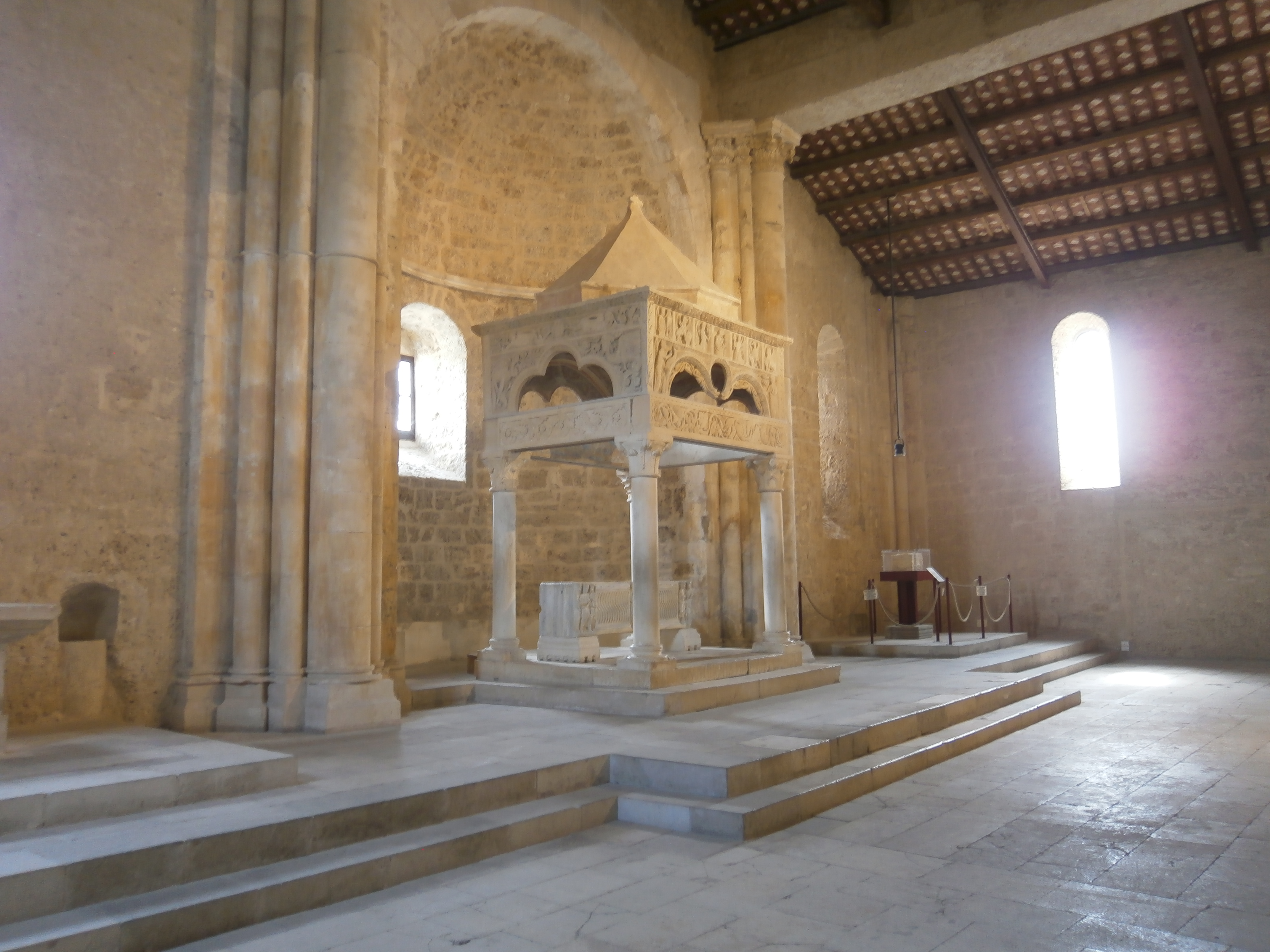
Blick zum Ziborium

### Bronzeportal
Es stammt aus dem ausgehenden 12. Jahrhundert. Die zweiteilige Bronzetür ist in dieser Art einzigartig in den ganzen Abruzzen. Ursprünglich bestand sie aus zwölf Reihen zu je sechs Darstellungen – auf quadratischem Grund zusammengesetzt. Sie wurde aber seit ihrer Entstehung vor allem durch Diebe stark beschädigt, und zahlreiche Platten mussten durch hölzerne Kopien ersetzt werden. Neben den dekorativen Formen zeigen die Felder vor allem jene Kastelle, die ehemals von Casauria abhingen.

### Kanzel
Hergestellt wurde sie zwischen 1176 und 1181. Das Lesepult ist dekoriert mit der Darstellung der Evangelistensymbole des Johannes und Markus. Die beiden anderen Evangelisten müssen ursprünglich am Lesepult auf der gegenüberliegenden Seite repräsentiert gewesen sein.

### Osterleuchter
Sie entstanden im ausgehenden 13. Jahrhundert. Die Osterkerze wurde am Samstag vor Ostern geweiht, auf einem prunkvollen Kandelaber ausgestellt und bei wichtigen Messen während der Osterzeit angezündet. Bei diesem Leuchter konnten ursprünglich insgesamt – neben der Osterkerze – zwölf Kerzen untergebracht werden.
Das Ziborium stammt aus dem 14. Jahrhundert.